# Trichhoplomelas rufulus
Trichhoplomelas rufulus là một loài bọ cánh cứng trong họ Cerambycidae.